# Сант'Агата сопра Канобио
Сант'Агата сопра Канобио је насеље у Италији у округу Вербано-Кузио-Осола, региону Пијемонт.
Према процени из 2011. у насељу је живело 147 становника. Насеље се налази на надморској висини од 488 м.